# 17247 Ванверст
17247 Ванверст (17247 Vanverst) — астероїд головного поясу, відкритий 7 квітня 2000 року.
Тіссеранів параметр щодо Юпітера — 3,576.